# Kazuo Katase
Kazuo Katase (jap. 片瀬和夫 Katase Kazuo; * 1947 in Shizuoka; † 9. Januar 2024) war ein japanischer Künstler. Er arbeitete mit unterschiedlichen Medien, etwa Malerei, Plastik und Fotografie. Seine Arbeiten sind jedoch hauptsächlich raumbezogen und stellen so in erster Linie Environments und Rauminstallationen dar. Er ist der Konzeptkunst zuzurechnen. Ab 1975 lebte Katase in Kassel.

## Werdegang
Kazuo Katase wurde 1947 in Shizuoka geboren und begann in jungen Jahren in Japan konzeptionell zu arbeiten. Dennoch bezeichnete er sich selbst als »Spätentwickler«. Auf Anregung von Klaus Hoffmann siedelte er 1975 in die Bundesrepublik Deutschland über und studierte in Floris M. Neusüss’ Fotografenklasse an der Gesamthochschule Kassel, wo er jedoch gezielt gegen den europäisch geprägten Akademismus die »autodidaktische Haltung weiterentwickelt«e.

## Konzeptkunst und Buddhismus
Ende der 1970er, Anfang der 1980er Jahre kam er mit seiner persönlichen künstlerischen Weiterentwicklung der Konzeptkunst an deren Schlusspunkt an. Jedoch sollte sich für ihn diese Kunstrichtung nicht als abgehakt erweisen. »Konzept«, so Katase, »bedeutet geistige Kunst, und die kann nicht als Tendenz zu Ende gehen.« So setzte er sich mit Religionen, insbesondere dem Zen-Buddhismus auseinander. Katase ging somit, obwohl Asiat, denselben Weg wie Arthur Schopenhauer, Rudolf Steiner oder Hermann Hesse, die alle in Fernost die Wahrheit der westlichen Welt suchten.
»Ich gehe über eine Brücke und bin gelb geschminkt. Es ist der Weg von Asien nach Europa. Dann habe ich mich wieder weiß geschminkt. Gelb-Weiß, das war die Auseinandersetzung: Wer bin ich? In Japan hieß es immer, du bist so europäisch, hier heißt es: Du bist so japanisch. Ich bin gelb. Ich bin weiß.« Diese Äußerung Katases bezieht sich auf eine Aktion aus dem Jahr 1978, als er bereits drei Jahre in der Bundesrepublik Deutschland lebte und vor allem mit seinen ›Computerstreifen‹ auf sich aufmerksam machte. Diese waren künstlerische Variationen der EAN-Codes, die heute als Bestandteil der Alltagswelt kaum mehr Beachtung finden. Katases Identitätssuche zwischen Asien und Europa kulminierte dabei in einer Art ›technischem Selbstbildnis‹, indem er die Buchstaben-Zahlen-Kombination seines japanischen Reisepasses codierte. Doch im Gegensatz zu den elektronisch lesbaren Computer-Zeichen, die, um entschlüsselt werden zu können, immer identisch und damit technisch perfekt angefertigt sein müssen, malte Katase sie auf Stoff auf. Eine mögliche Interpretation wäre, dass er damit andeuten wollte ein eigenständiges Werk geschaffen zu haben, dessen Bedeutung nicht eindeutig definiert ist.

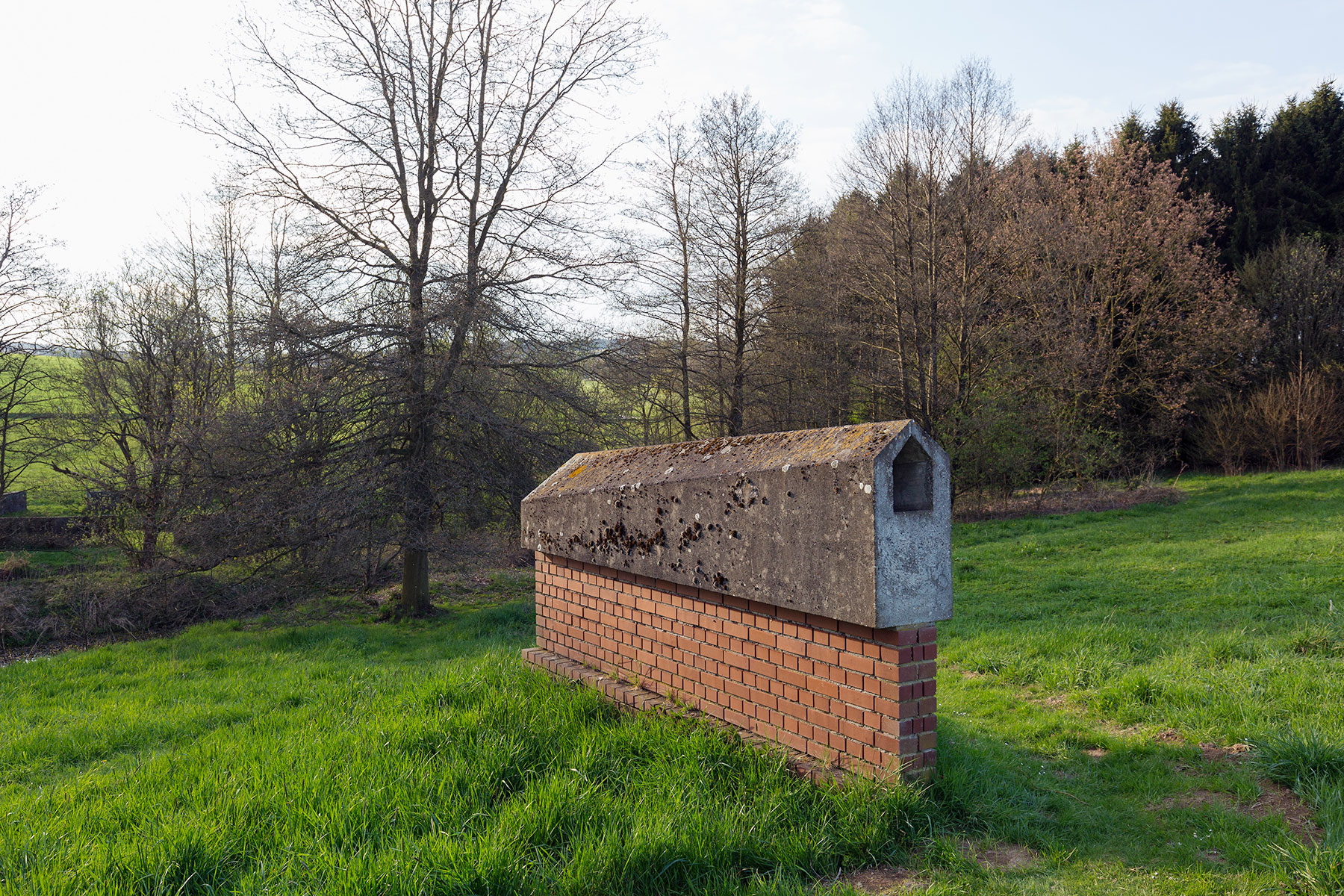
Kazuo Katase, Bildstock (dem Namenlosen Gott), 1987, 1875–200 × 50–100 × 4000 cm, Ziegelmauerwerk, Betonguss. Standort: im Tal (Skulpturenpark) zwischen Hasselbach und Werkhausen

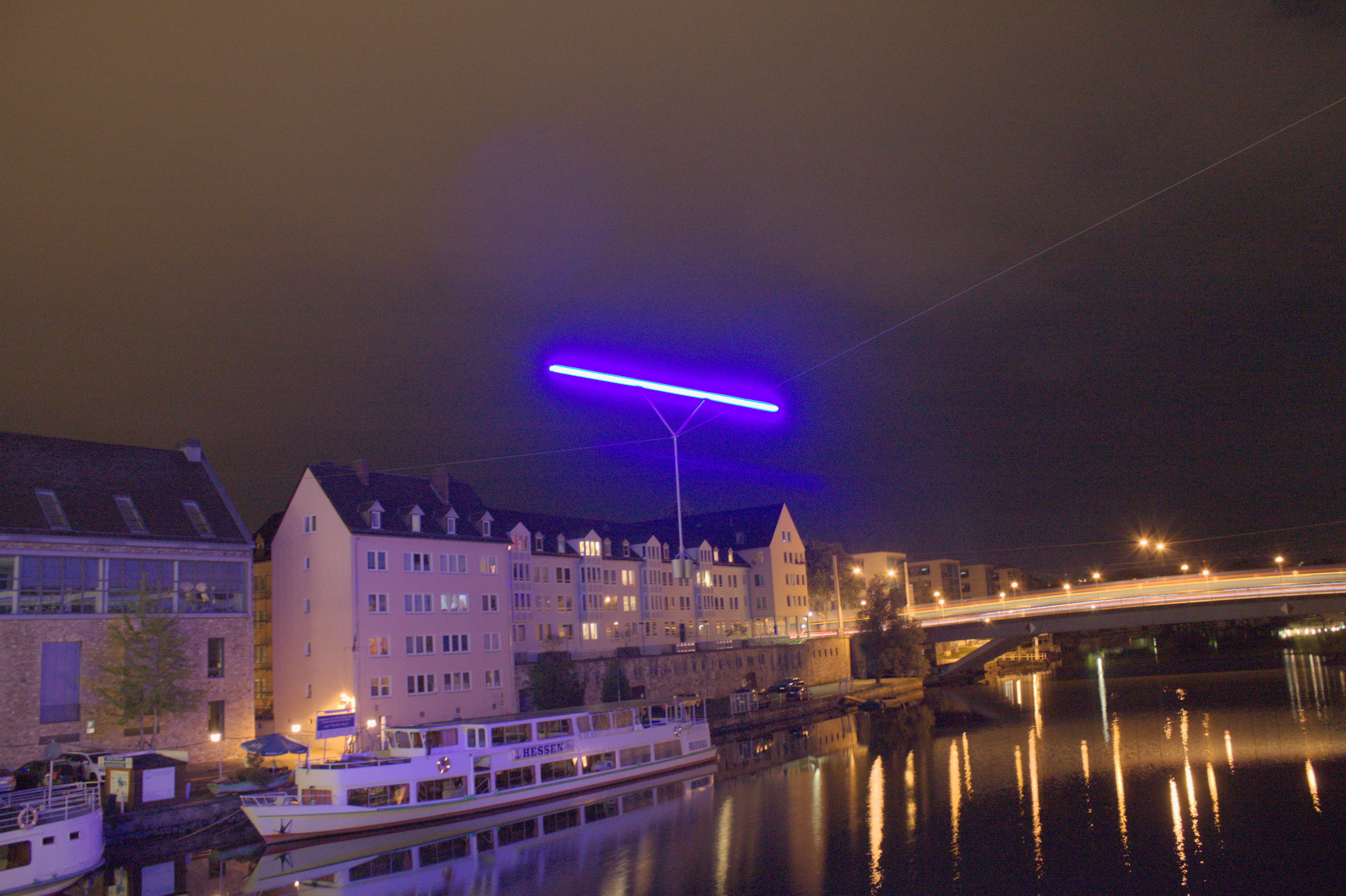
Blue Dancer abends vor der Schlagd in Kassel

Zumindest aber beschäftigen sich einige von Katases Arbeiten aus dieser Zeit mit den Gefahren der fortschreitenden Technisierung der Gesellschaft, so etwa ›Der fotografische Augen-Eingriff‹ aus dem Jahr 1978. Doch der Euro-Asiate im Geiste entgegnete diesen Ängsten überwiegend mit Hilfe der Konkreten Poesie, die er im Sinne eines unverbindlichen Spielens mit verschiedenen, ungewöhnlichen Techniken zu verstehen scheint. So bringt er etwa die Essstäbchen seiner Heimat mit den Strichen der EAN-Codes in Verbindung.
1983 verwies Hans Gehrcke darauf, dass Katase an vielen Stellen seines Werkes ausdrücklich auf seine japanische Herkunft anspiele, dass sie entscheidender Teil seiner Identität und damit auch Thema der künstlerischen Auseinandersetzung sei.
Seine Arbeit Bildstock (dem Namenlosen Gott) steht seit 1987 im Tal zwischen Hasselbach und Werkhausen. Ein anderes Werk ist der 2008 in Lünen an der Lippe geschaffene „Flusswächter“ und der Blue Dancer von 2002 in seiner Wahlheimat Kassel.

## Ausstellungen
- 1973 fand seine erste Einzelausstellung in der Tamura Gallery in Tokio statt.
- In Deutschland widmete ihm als erstes die Städtische Galerie Wolfsburg 1975 eine Einzelausstellung.
- 1985 stellte er seine Installation ›Fisch + Schiff – + mehr‹ im Münchner Kunstforum in der Maximilianstraße aus.
- Er war Teilnehmer der DOCUMENTA IX 1992 in Kassel.
- Katase hat auch Bühnenbilder entworfen, beispielsweise 1997 für ›Die Legende vom armen Heinrich‹ von Tankred Dorst im Staatstheater Kassel.
- Seine Werke wurden außerdem im Folkwang Museum in Essen, im National Museum of Modern Art in Tokio und der Staatsgalerie Stuttgart ausgestellt.
- 2013: Museum Wiesbaden.[3]

## Ring des Seyns

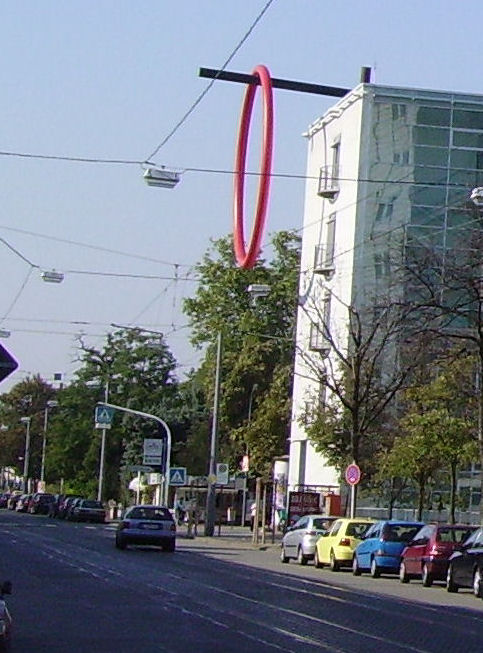
Ring des Seyns am Klinikum der Stadt Ludwigshafen

1998 entwirft Katase den „Ring des Seyns“ für das Klinikum der Stadt Ludwigshafen. Das Ypsilon im Namen dieses Kunstwerkes spielt auf den Humanismus an, in dem dieser Buchstabe gerne verwendet wurde, wie z. B. im Namen des Landes Bayern.

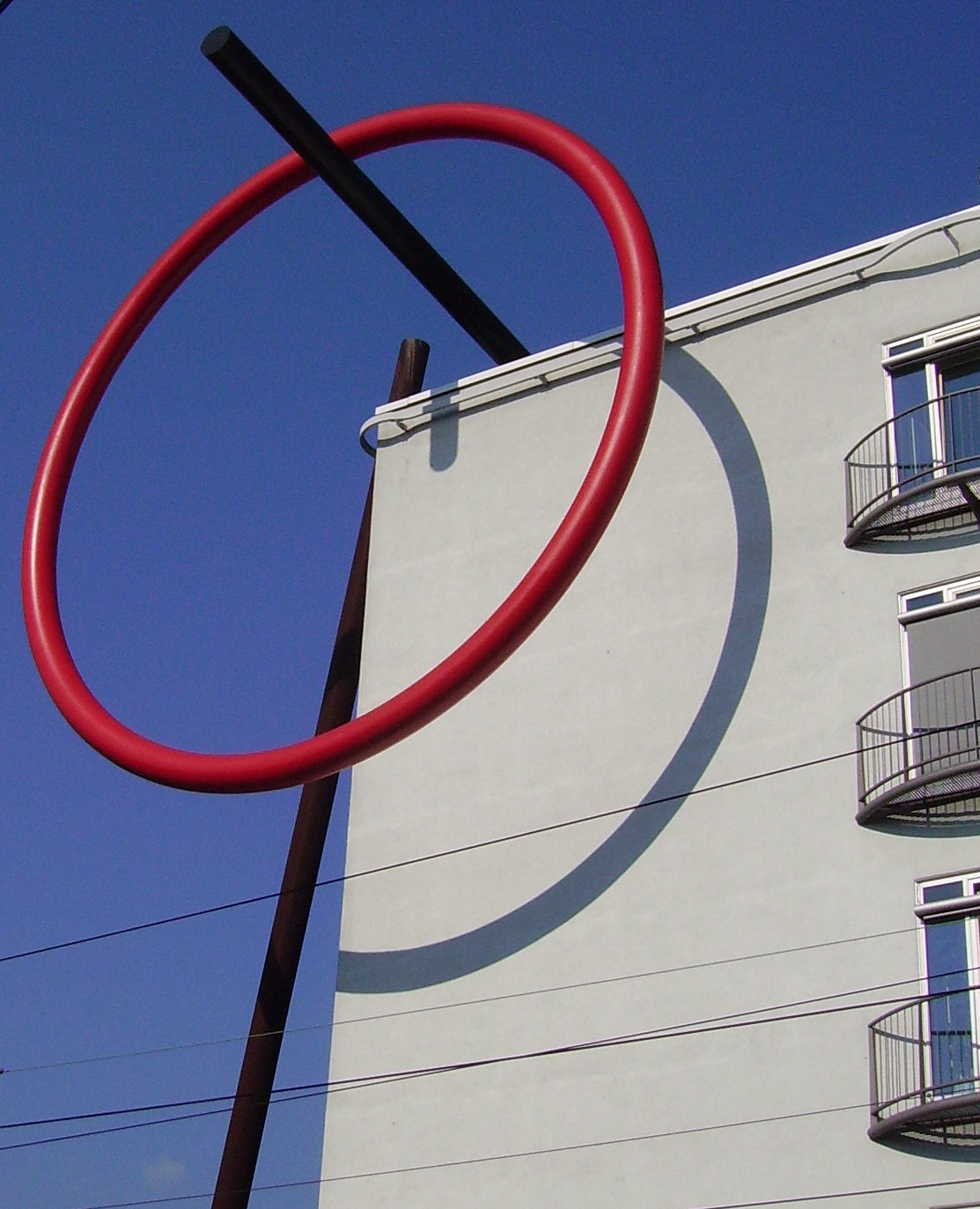
„Ring des Seyns“
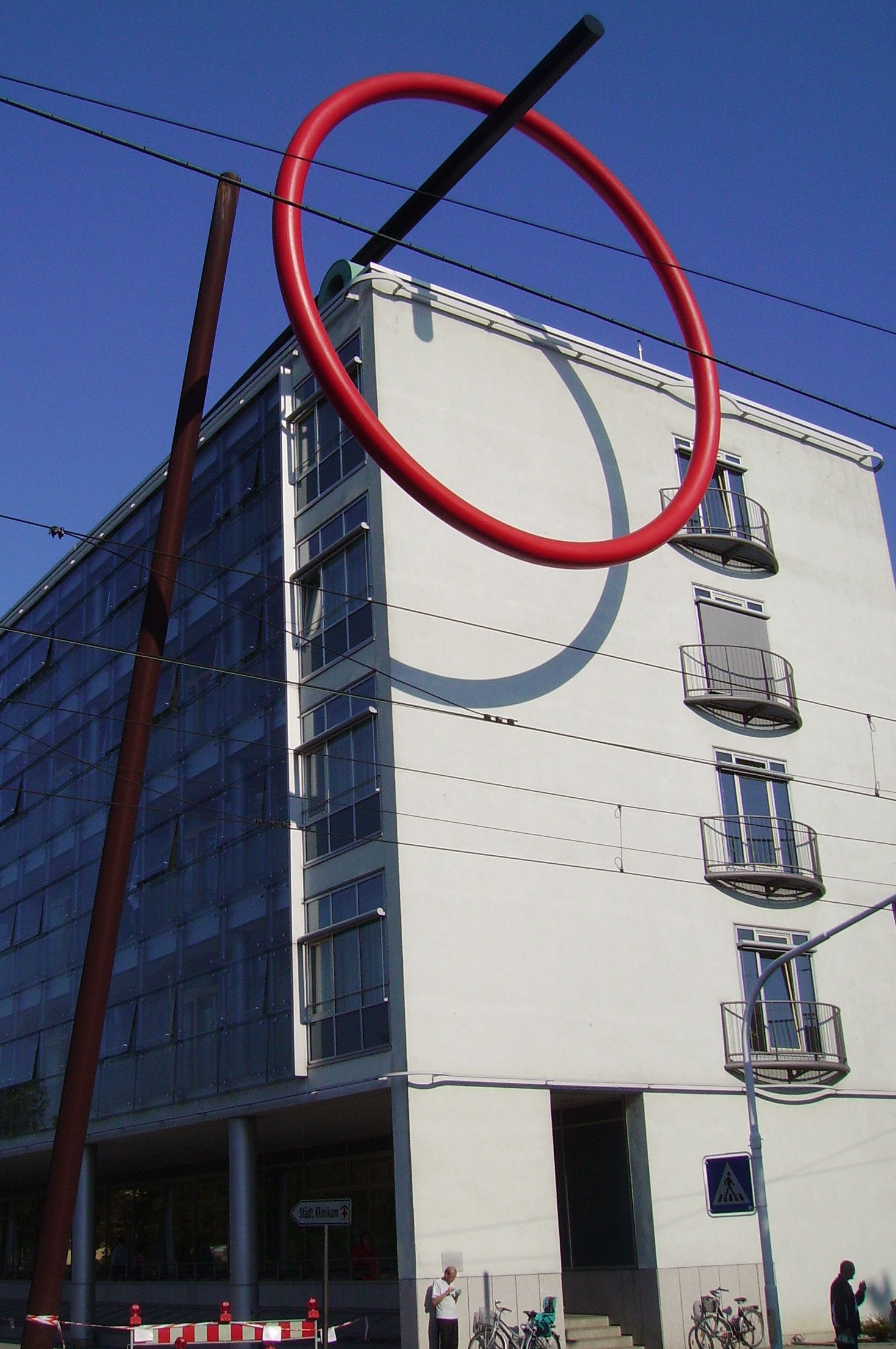
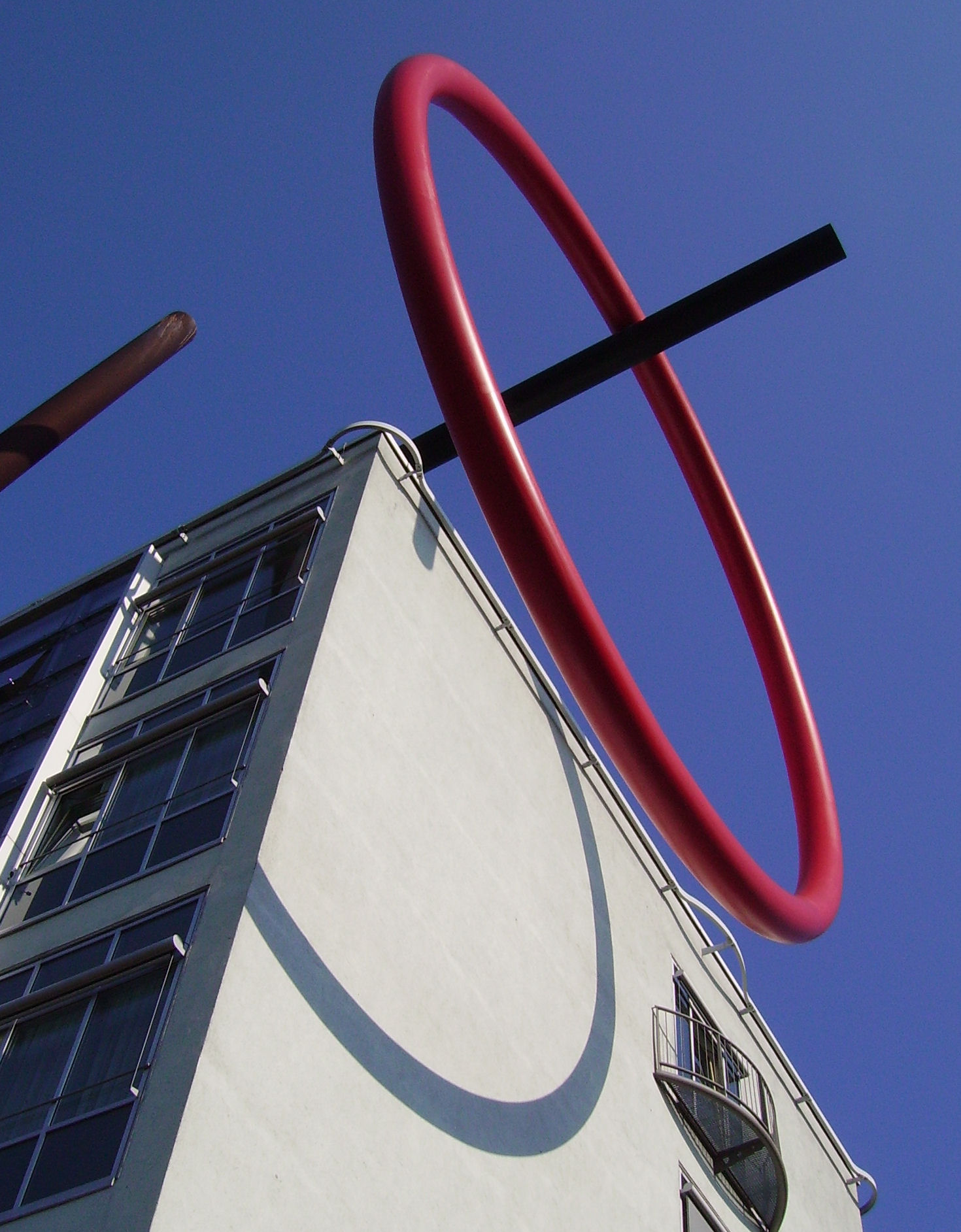
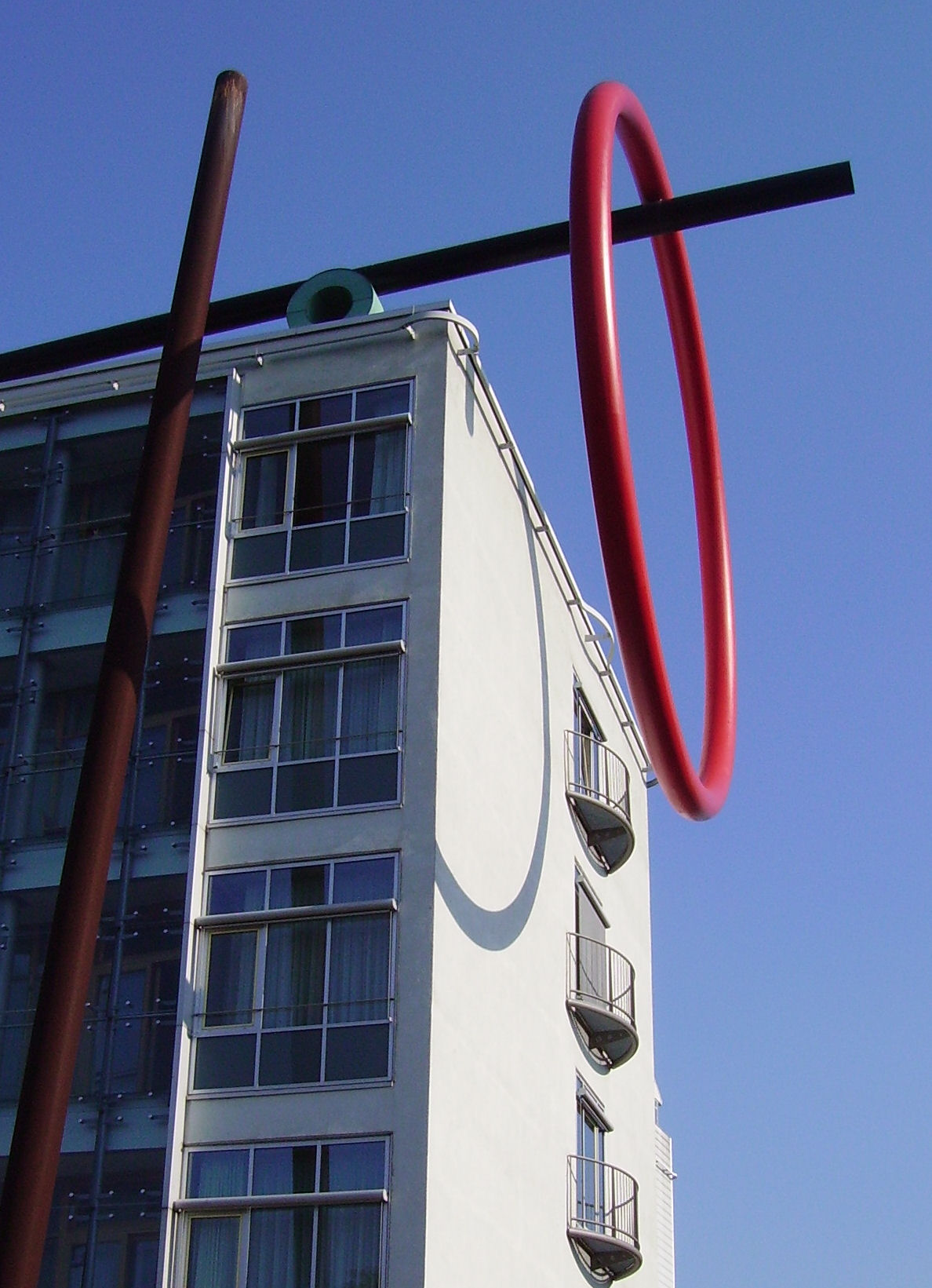

Beschreibung des „Rings des Seyns“
»Am äusseren Ende des langgezogenen Gebäudetraktes, dort, wo sich zwei Strassen kreuzen, befindet sich der Ring des Seyns, eine vierteilige, sich aus einfachen Grundelementen zusammensetzende Installation. […] Auf dem Dach liegt ein 30 Meter langer schwarzer Stab, der über ein grün patiniertes, röhrenartiges Element als Auflager geführt wird, so dass eine Schräge entsteht. Am äusseren Ende des Stabes, vor der Stirnwand des Gebäudes, ist ein roter Ring mit einem Durchmesser von 10 Metern angebracht, der vor dem Gebäude zu schweben scheint. Während diese drei Elemente in einem unmittelbaren Zusammenhang mit der Architektur stehen, erhebt sich vor der Glasfassade, als vierter Bestandteil der Installation, ein 26 Meter hoher, leicht schräggestellter, bräunlich oxidierter Stab aus Cortenstahl. […] Dem Ring im Aussenbereich korrespondiert darüber hinaus ein weiterer Ring im Inneren des Gebäudes – in Form eines blauen Neonrings in der gläsernen Treppenhauskuppel des Klinikums.«
aus Herbert Köhler über Kazuo Katase (Ring des Seyns)

## Ehrungen
- 2009: Otto-Ritschl-Preis
- 2017: Wappenring der Stadt Kassel

## Werke in Museen
- Neue Galerie, Kassel o.T. Leiterobjekt, 1980
- Museum Wiesbaden, Raum eines Raumes, die Allegorie der Photografie, 2009
- DKM, Duisburg
- Josef Albers Museum, Bottrop
- Städtische Galerie im Lenbachhaus, München
- Hiroshima Museum of Modern Art, Hiroshima